# جین الیوت
 جین الیوت (انگلیسی: Jane Elliot؛ زادهٔ ۱۷ ژانویهٔ ۱۹۴۷) یک هنرپیشه، و بازیگر سینما اهل ایالات متحده آمریکا است. وی از سال ۱۹۶۰ میلادی تاکنون مشغول فعالیت بوده‌است.